# Discotectonica acutissima
Discotectonica acutissima is een slakkensoort uit de familie van de Architectonicidae. De wetenschappelijke naam van de soort is voor het eerst geldig gepubliceerd in 1914 door Sowerby.